# 绢毛风筝果
绢毛风筝果（学名：Hiptage sericea）为金虎尾科风筝果属下的一个种。

## 扩展阅读
- 維基物種上的相關：绢毛风筝果